# Lingua sabina
La lingua sabina era una varietà dialettale della lingua osca, parlata nell'area abitata dall'antico popolo italico dei Sabini nel I millennio a.C. Fa parte dei dialetti sabellici, insieme dialettale delle lingue osco-umbre.
Tra i dialetti sabellici è, con il marso, quello che mostra le più precoci e forti influenze del latino.